# Heesbossen, Vallei van Marke en Merkske en Ringven met valleigronden langs de Heerlese Loop

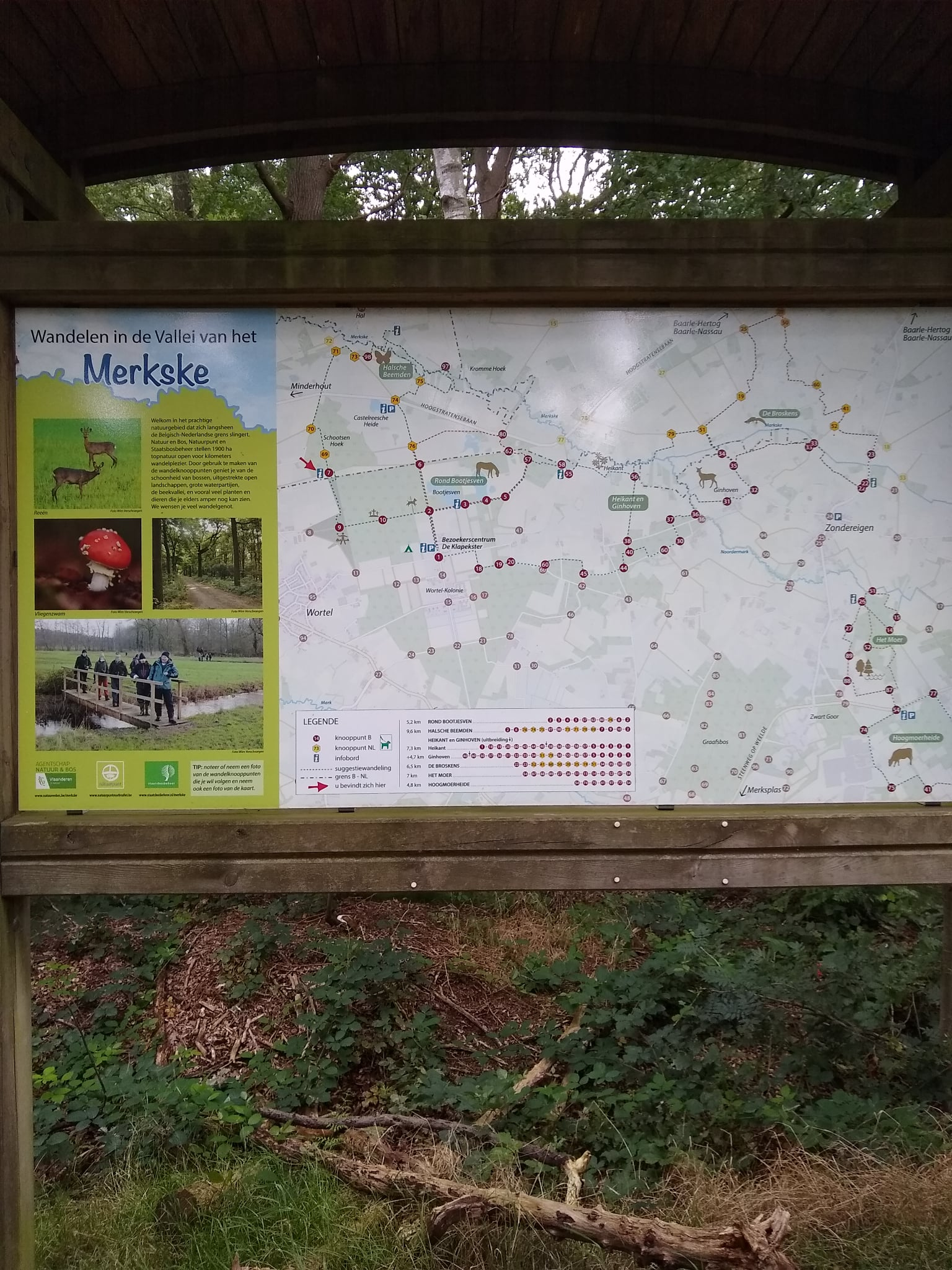

Heesbossen, Vallei van Marke en Merkske en Ringven met valleigronden langs de Heerlese Loop is een Natura 2000-gebied (habitatrichtlijngebied BE2100020) in Vlaanderen. Het Natura 2000-gebied beslaat 678 hectare en bestaat uit vijf deelgebieden verspreid over de gemeenten Hoogstraten, Rijkevorsel en Merksplas. Vier van de vijf deelgebieden staan met elkaar in verbinding via de rivier de Mark en de Heerlese Loop en Strijbeekse Beek.

## Gebied
De vallei van de Mark ligt in de Noorderkempen, tegen de Nederlandse grens aan. Het gebied situeert zich in het noorden van de provincie Antwerpen. Het gebied wordt gekenmerkt door droge loofbossen, heide met vennen en overgangsveen en valleinatuur. De Strijbeekse Beek en het deel van de Mark voor de samenvloeiing met het Merkske volgen nog altijd hun oorspronkelijke, kronkelende loop. In de vallei liggen verschillende kleine broekbossen, populierenbosjes en graslanden.
In het gebied komen twaalf Europees beschermde habitattypes voor: actief hoogveen, droge heide, eiken-beukenbossen op zure bodems, glanshaver- en grote vossenstaartgraslanden, ondiepe beken en rivieren met goede structuur en watervegetaties, open graslanden op landduinen, oude Eiken-berkenbossen op zeer voedselarm zand, slenken en plagplekken op vochtige bodems in de heide, valleibossen, elzenbroekbossen en zachthoutooibossen, vochtige tot natte heide, voedselarme tot matig voedselarme verlandingsvegetaties, voedselrijke, gebufferde wateren met rijke waterplantvegetatie.
Het natuurgebied met de naam Vallei van het Merkske zijn delen van de vallei die in bezit zijn van natuurorganisaties Natuurpunt, Agentschap voor Natuur en Bos en Staatsbosbeheer. Elsakker is in beheer van ANB.
Ook het gebied rond het Bootjesven in Wortel-kolonie maakt deel uit van het Natura 2000-gebied.

## Fauna en Flora

### Fauna
Er komen vijf Europees beschermde soorten voor in het gebied: gevlekte witsnuitlibel, kamsalamander, laatvlieger, poelkikker, rosse vleermuis.
Zoogdieren
laatvlieger, rosse vleermuis
Vogels
waterral, wintertaling, sprinkhaanzanger, bosrietzanger, patrijs, torenvalk, grasmus, roodborsttapuit, steenuil, kleine bonte specht, wielewaal en nachtegaal
Vissen
bermpje, de kleine modderkruiper
Amfibiën
poelkikker, kamsalamander
Ongewervelden
gevlekte witsnuitlibel

### Flora
dotterbloem, knolsteenbreek, slanke sleutelbloem, grote pimpernel, moesdistel, kale vrouwenmantel, moerasstreepzaad, witte rapunzel, waterdrieblad, addertong, brede orchis vogelkers, es, populier, els, 